# Severní
Severní (německy Hilgersdorf) je osada, část obce Lobendava, v západní části Šluknovského výběžku. V roce 2011 zde trvale žilo 57 obyvatel.
Zdejší náves je nejsevernějším středem obce[zdroj⁠?!] v ČR, souřadnice: 51°2′11″ s. š., 14°18′48″ v. d.. Osadě připadá i nejsevernější zastavěné území ČR, a ke stejnému katastrálnímu území (obce Lobendava) přísluší také nejsevernejší bod České republiky, čili 51°3′21″ s. š., 14°18′56″ v. d.. V minulosti byla nejsevernější obcí obec Fukov, severně od Šluknova, se souřadnicemi středu obce 51°2′33″ s. š., 14°30′7″ v. d., která však byla po 2. světové válce vysídlena a postupně fyzicky zlikvidována.

## Historie
První písemná zmínka o obci pochází z roku 1472.

## Obyvatelstvo

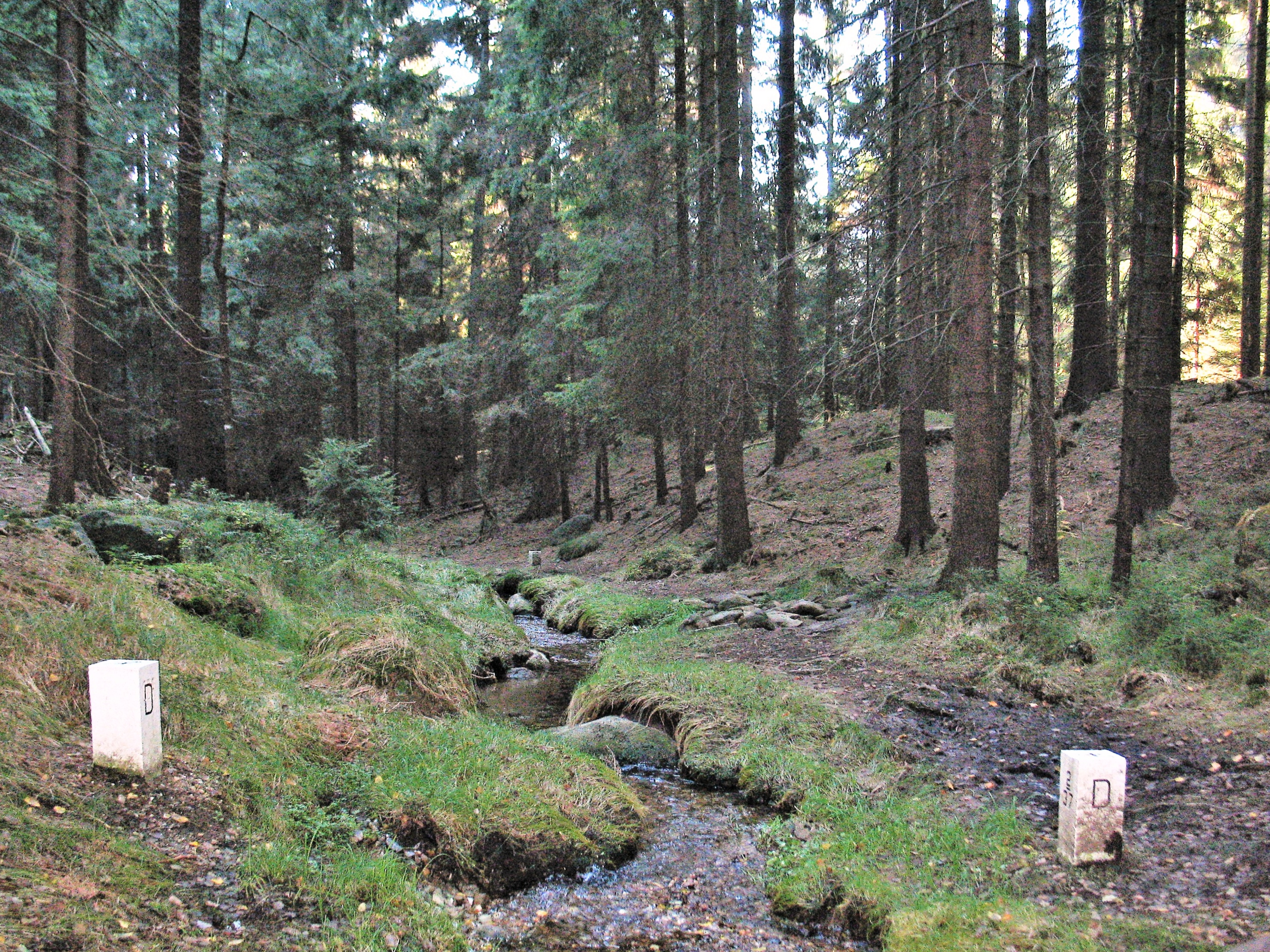
Místo poblíž nejsevernějšího bodu Česka, kde Severní potok vstupuje na území České republiky

|                                                                    | 1869  | 1880  | 1890  | 1900  | 1910  | 1921  | 1930  | 1950 | 1961 | 1970 | 1980 | 1991 | 2001 | 2011 |
| ------------------------------------------------------------------ | ----- | ----- | ----- | ----- | ----- | ----- | ----- | ---- | ---- | ---- | ---- | ---- | ---- | ---- |
| Obyvatelé                                                          | 1 577 | 1 659 | 1 585 | 1 505 | 1 545 | 1 466 | 1 448 | 208  | 215  | 140  | 77   | 41   | 54   | 57   |
| Domy                                                               | 295   | 309   | 289   | 291   | 287   | 286   | 292   | 239  | .    | 40   | 26   | 18   | 24   | 56   |
| Počet domů z roku 1961 je zahrnut v domech místní části Lobendava. |       |       |       |       |       |       |       |      |      |      |      |      |      |      |

## Pamětihodnosti
- Vodní mlýn
- Rodinný dům čp. 166
- Truhlářství čp. 167[7]
- Soudní lípa v Severním – památný strom, roste v jižní části obce, 2 m od silnice Lobendava-Severní a 30 m jižně od křižovatky Severní-Liščí[8]
- zbořená kaple Anděla Strážce
- Nejsevernější bod Česka